# Ferrari F60
Der Ferrari F60 war der 42. Formel-1-Rennwagen der Scuderia Ferrari. Mit ihm bestritt das Team alle 17 Rennen der Formel-1-Weltmeisterschaft 2009.

## Präsentation und Name
Der F60 wurde der Öffentlichkeit online am 12. Januar 2009 präsentiert. Die Jungfernfahrt fand am selben Tag durch Felipe Massa statt. Der erste komplette Test fand eine Woche später in Mugello statt.
Der Name des F60 nimmt Bezug auf Ferraris Zugehörigkeit zur Formel 1. 2009 war das 60. Jahr von Ferrari in der Formel 1.

## Technik
Der F60 wurde von Aldo Costa konstruiert. Gilles Simon entwickelte den V8-Motor Typ 056. In allen Rennen, außer beim Großen Preis von China, wurde das Kinetic Energy Recovery System (KERS) eingesetzt, welches sonst nur noch im BMW Sauber F1.09, McLaren MP4-24 und dem Renault R29 angewandt wurde.

## Fahrer
Die Fahrerpaarung aus dem Vorjahr blieb unverändert. Auch 2009 wurde der Wagen von Felipe Massa sowie Kimi Räikkönen gesteuert. Nach seinem Unfall im Qualifying zum Großen Preis von Ungarn wurde Massa für die restlichen Rennen durch Luca Badoer und Giancarlo Fisichella ersetzt.
Räikkönen fuhr einen ersten Platz heraus – wodurch das Team in der Konstrukteurswertung mit 70 Punkten den vierten Platz von zehn belegte.

## Ergebnisse
| Fahrer               | Nr.                  | 1   | 2  | 3   | 4  | 5   | 6 | 7 | 8 | 9   | 10  | 11  | 12  | 13  | 14  | 15  | 16  | 17  | Punkte | Rang |
| -------------------- | -------------------- | --- | -- | --- | -- | --- | - | - | - | --- | --- | --- | --- | --- | --- | --- | --- | --- | ------ | ---- |
| Formel-1-Saison 2009 | Formel-1-Saison 2009 |     |    |     |    |     |   |   |   |     |     |     |     |     |     |     |     |     | 70     | 4.   |
| F. Massa             | 03                   | DNF | 9  | DNF | 14 | 6   | 4 | 6 | 4 | 3   | DNS | INJ | INJ | INJ | INJ | INJ | INJ | INJ | 70     | 4.   |
| L. Badoer            | 03                   |     |    |     |    |     |   |   |   |     |     | 17  | 14  |     |     |     |     |     | 70     | 4.   |
| G. Fisichella        | 03                   |     |    |     |    |     |   |   |   |     |     |     |     | 9   | 13  | 12  | 10  | 16  | 70     | 4.   |
| K. Räikkönen         | 04                   | 15  | 14 | 10  | 6  | DNF | 3 | 9 | 8 | DNF | 2   | 3   | 1   | 3   | 10  | 4   | 6   | 12  | 70     | 4.   |

| Legende  | Legende            | Legende                                                          |
| Farbe    | Abkürzung          | Bedeutung                                                        |
| -------- | ------------------ | ---------------------------------------------------------------- |
| Gold     | –                  | Sieg                                                             |
| Silber   | –                  | 2. Platz                                                         |
| Bronze   | –                  | 3. Platz                                                         |
| Grün     | –                  | Platzierung in den Punkten                                       |
| Blau     | –                  | Klassifiziert außerhalb der Punkteränge                          |
| Violett  | DNF                | Rennen nicht beendet (did not finish)                            |
| Violett  | NC                 | nicht klassifiziert (not classified)                             |
| Rot      | DNQ                | nicht qualifiziert (did not qualify)                             |
| Rot      | DNPQ               | in Vorqualifikation gescheitert (did not pre-qualify)            |
| Schwarz  | DSQ                | disqualifiziert (disqualified)                                   |
| Weiß     | DNS                | nicht am Start (did not start)                                   |
| Weiß     | WD                 | zurückgezogen (withdrawn)                                        |
| Hellblau | PO                 | nur am Training teilgenommen (practiced only)                    |
| Hellblau | TD                 | Freitags-Testfahrer (test driver)                                |
| ohne     | DNP                | nicht am Training teilgenommen (did not practice)                |
| ohne     | INJ                | verletzt oder krank (injured)                                    |
| ohne     | EX                 | ausgeschlossen (excluded)                                        |
| ohne     | DNA                | nicht erschienen (did not arrive)                                |
| ohne     | C                  | Rennen abgesagt (cancelled)                                      |
| ohne     | keine WM-Teilnahme |                                                                  |
| sonstige | P/fett             | Pole-Position                                                    |
| sonstige | 1/2/3/4/5/6/7/8    | Punktplatzierung im Sprint-/Qualifikationsrennen                 |
| sonstige | SR/kursiv          | Schnellste Rennrunde                                             |
| sonstige | *                  | nicht im Ziel, aufgrund der zurückgelegten Distanz aber gewertet |
| sonstige | ()                 | Streichresultate                                                 |
| sonstige | unterstrichen      | Führender in der Gesamtwertung                                   |